# Cholat Siachl
Cholat Siachl (mansi: Холатча́хль eller Холат-Ся́хыл) är ett berg i det ryska länet Sverdlovsk oblast. Det är beläget i den norra delen av Uralbergen.
Berget är känt, eller snarare ökänt, för olyckan som drabbade nio skidåkare 1959, vid det så kallade Djatlovpasset. Gruppen leddes av Igor Djatlov, som trots sina 23 år var en van skidåkare och vandrare. Trots flera utredningar har man inte lyckats fastställa varför de nio skidåkarna övergav sitt läger mitt i natten den 2 februari 1959 och frös ihjäl. Inte heller har man lyckats utreda hur de avlidnas märkliga skador uppkommit.
Bergets topp ligger på 1 079 meter över havet.

## Om namnet
Cholat Siachl är namnet på mansi-språket. Berget kallas ibland på ryska för Мёртвая гора (Mertvaja gora), vilket är en direkt översättning av mansiskans namn – ”Döda berget”. Benämningen ger associationer till olyckan 1959. Emellertid kan namnet också översättas ”Det magra berget”, vilket förklaras med att området varit fattigt på vilt. Flera andra platser i området har också namn som innehåller mansi-ordet cholat.